# Berger Markt

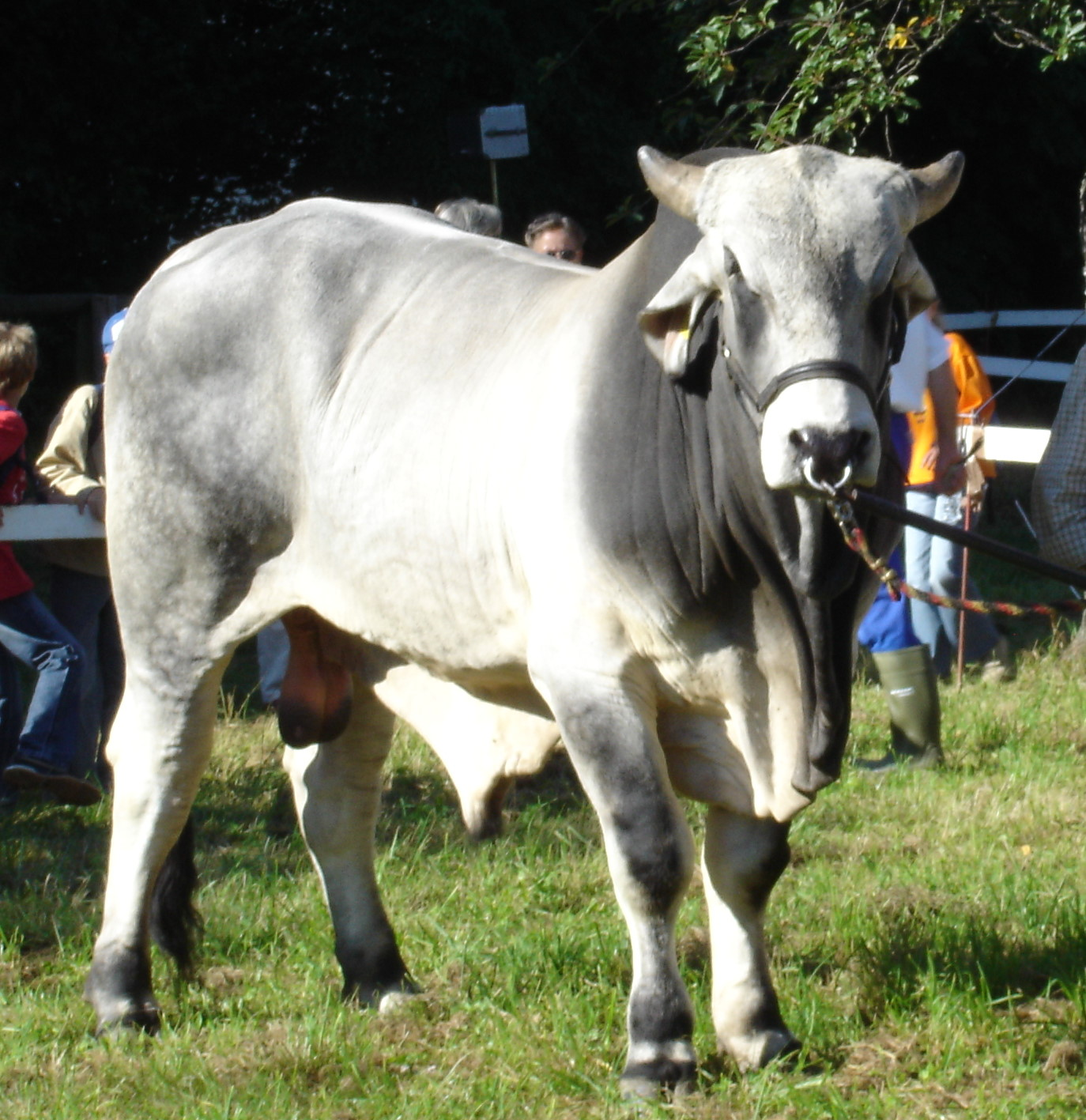
Bulle auf dem Berger Viehmarkt, am ersten Dienstag im September

Der Berger Markt ist ein Jahrmarkt, im Ortsteil Bergen, des Frankfurter Stadtteils Bergen-Enkheim. Der Festplatz befindet sich zwischen Friedhof und der Straße Nordring.
Für den Viehmarkt am Dienstagvormittag steht eine Wiese nördlich davon im Frohn-Grundweg zur Verfügung.
Der Markt beginnt jeweils am Samstag vor dem ersten Dienstag im September, an welchem er sodann mit einem Abschluss-Feuerwerk endet. Er wird von der Kulturgesellschaft Bergen-Enkheim in Kooperation mit der Wirtschaftsförderung Frankfurt ausgerichtet.
Ab 1974 hat der Markt noch einen zusätzlichen Veranstaltungspunkt im Festzelt: Am Freitagabend findet – vor Eröffnung des Marktes – die öffentliche Preisverleihung und Schlüsselübergabe zum Literaturpreis „Stadtschreiber von Bergen“, mit Begrüßungs-, Fest-, Abschieds- und Antrittsreden statt. Am Samstagabend wird dort außerdem die Krönung der Apfelweinkönigin von Bergen-Enkheim zelebriert.

## Geschichte
Seit wann der Berger Markt gefeiert wird, lässt sich nicht mehr feststellen. Da Bergen ohne Marktrecht war, ja, dieses noch nicht einmal beantragt hatte, sind Nachforschungen hier nicht leicht.
Überliefert ist, dass 1617, also vor Ausbruch des Dreißigjährigen Krieges, Bergen auf die „Kerb“ verzichten musste, da es keine Marktgerechtigkeit besaß.
In den Gemeinderechnungsbüchern von 1728 sind Ausgaben für drei Märkte verzeichnet. Am ersten Dienstag im September wurde der Haupt- und Sommermarkt, also der heutige Berger Markt, abgehalten.
Der Viehmarkt, der sich dem Sommermarkt anschloss, fand außerhalb der Mauern statt. Es wird vermutet, dass als frühester Termin für den Beginn des Berger Marktes die Jahrzehnte nach dem westfälischen Frieden von 1648 in Frage kommen. In jener Zeit taucht auch der Name „Marktflecken“ auf.
Der Berger Markt war einst das Ereignis des Jahres, nicht nur für Bergen und Enkheim, sondern auch für die ländliche Bevölkerung der südlichen Wetterau einschließlich der Frankfurter Dörfer. Es war ein Jahrmarkt, der als Vieh- und Gebrauchswarenmarkt eine große Bedeutung für das Umland hatte.
Für die Sachsenhäuser aber bedeutete der Berger Markt etwas ganz besonderes, wurde er doch dort sogar „Sachsehäuser Kerb“ genannt. Friedrich Stoltze schreibt hierüber in seinem humoristischen Bericht „Der Berger Markt“: „Die Sachsehäuser Kerb awwer ist von alle Kerwe in der Welt die aanzig Kerb, die außer Lands gefeiert wird: In Berge, wo an dem Tag zegleich aach eh berihmter Markt abgehalte wird: Der Berger Markt.“
Nachdem sich Ende der 1950er Jahre die Wirtschaft vom Niedergang im und nach dem Krieg erholt hatte, keimte der Wunsch auf, wieder Heimatfeste im Ort zu feiern. Der Berger Markt konnte schon auf eine alte Tradition zurückblicken und besetzte traditionsgemäß den Spätsommer.